# Aufführungsrecht
Das Aufführungsrecht bezeichnet im Urheberrecht das ausschließliche Recht des Urhebers, über das Ob und Wie von Aufführungen seines Werkes zu entscheiden. Es gehört zu dem Bündel an Verwertungsrechten, die einem Urheber exklusiv zustehen. Ein Aufführungsrecht ist in den allermeisten Ländern der Welt anerkannt, bleibt in den Urheberrechtsgesetzen einiger Länder jedoch ungenannt, weil es als Bestandteil eines breiter gefassten (Wiedergabe)rechts gesehen wird. Konventionsrechtlich ist das Aufführungsrecht in allen zentralen internationalen Urheberrechtsabkommen vorgesehen.

## Überblick
Nach allgemeinem Verständnis ist eine „Aufführung“ die Darstellung eines Werkes in nicht gegenständlicher Form, entweder unmittelbar durch eine Person (etwa eines Schauspielers oder eines Musikers) oder mittels eines mechanischen Verfahren, durch das die Werkdarstellung wahrnehmbar gemacht wird. Die Aufführung grenzt sich insoweit von der Vervielfältigung ab, bei der die Wahrnehmbarmachung durch die Anfertigung eines körperlichen Vervielfältigungsstücks bewirkt wird. Ihr Abgrenzungsmerkmal hinsichtlich anderer Formen der unkörperlichen Wiedergabe wie insbesondere der Sendung (Senderecht) und der Übermittlung durch das Internet ist, dass die Aufführung in direkter Anwesenheit einer Öffentlichkeit oder direkt an einem der Öffentlichkeit zugänglichen Ort erfolgt, sodass kein zusätzlicher Übertragungskanal gebraucht wird. In der Realität nationaler Rechtsordnungen und völkerrechtlicher Urheberrechtsregelungen variieren die Definitionen freilich im Detail. Beispielsweise werden auf der einen Seite – wie im deutschen Recht – Aufführungen von Vorträgen abgegrenzt, mithin also etwa das Verlesen eines Gedichts nicht dem Aufführungs-, sondern einem eigenen Vortragsrecht zugeordnet. Andere Rechtsordnungen – zum Beispiel die britische – würden die letztgenannten Nutzungshandlungen demgegenüber auch unter den Aufführungsbegriff subsumieren.
Das Aufführungsrecht war in den meisten nationalen Rechtsordnungen bereits früh anerkannt, folgte jedoch dem Vervielfältigungs- bzw. Nachdruckschutz für literarische Werke nach. Diese Chronologie lässt sich auch in den bilateralen Urheberrechtsverträgen des 19. Jahrhunderts nachvollziehen: Sie bezogen üblicherweise nur auf Vervielfältigungs- bzw. Nachdruckrechte ein und beinhalteten nur seltener (auch) Regelungen über Aufführungsrechte. Die Berner Übereinkunft (BÜ) sah 1886 zunächst nur vor, dass bezüglich Aufführungen dramatischer und dramatisch-musikalischer Werke sowie gewisser Musikwerke Inländergleichbehandlung gelten sollte. Angehörigen anderer Vertragsstaaten der Berner Übereinkunft war also derselbe Schutz zu gewähren, der auch Inländern gewährt wurde – ob es einen solchen Schutz überhaupt gab, blieb aber den nationalen Gesetzgebern überlassen. In der Berliner Fassung (1908) war weiterhin kein allgemeines Aufführungsrecht vorgesehen. Bedenken der Verbandsstaaten gründeten nicht zuletzt im zunehmenden Machtgewinn von Verwertungsgesellschaften; einige Staaten, die deren monopolistischen Tendenzen auf nationaler Ebene mit gesetzgeberischen Mitteln entgegenwirken wollten, befürchteten, durch ein verbindliches allgemeines Aufführungsrecht könnte ihr Spielraum zu solchen Maßnahmen eingeschränkt werden.
Ein allgemeines Aufführungsrecht fand so erst mit der Brüsseler Revision (1948) Eingang in die Berner Übereinkunft. Art. 11 Abs. 1 RBÜ [Brüsseler Fassung] gewährte Urhebern von dramatischen, dramatisch-musikalischen und musikalischen Werken das ausschließliche Recht, die öffentliche Aufführung ihrer Werke zu erlauben. Die Regelung ist seitdem im Wesentlichen unverändert geblieben. Auch die Darbietung von Sprachwerken – der so genannte Vortrag – genießt seit der Brüsseler Fassung Schutz (Art. 11ter RBÜ). Die „auf den juristischen Laien recht gekünstelt wirkende Unterscheidung“ (Nordemann/Vinck/Hertin) gründet darin, dass das Vortragsrecht im Verhältnis zum Aufführungsrecht an dramatischen/musikalischen Werken in den meisten Ländern ein „Nachzügler“ war; darauf dürfte auch zurückzuführen sein, dass der Vortrag anders als die Aufführung in der Urfassung der Übereinkunft noch gar keinen Niederschlag gefunden hat.

## Deutschland
Das deutsche Urheberrechtsgesetz (UrhG) erkennt das Aufführungsrecht als eines der Rechte an, die dem Urheber an seinem Werk exklusiv zustehen (§ 15 Abs. 2 Nr. 1 UrhG). Es ist in § 19 Abs. 2 UrhG wie folgt definiert:
Das Aufführungsrecht ist das Recht, ein Werk der Musik durch persönliche Darbietung öffentlich zu Gehör zu bringen oder ein Werk öffentlich bühnenmäßig darzustellen.